# Soputan
Soputan ist ein sehr aktiver Schichtvulkan auf der Insel Sulawesi in Indonesien.
Zwischen 1405 und 2007 gab es 34 Eruptionen von Soputan, davon 28 seit 1901. Die Ausbrüche erfolgen meist nach dem gleichen Muster: Explosive Eruptionen und pyroklastische Ströme, oft mit Lavaflüssen, seltener mit phreatomagmatischen Explosionen. Die Stärke bewegte sich auf dem Vulkanexplosivitätsindex zwischen 1 und 3.
Soputan besitzt als junger Vulkan wenig Vegetation. Die auffallende Nordostflanke des Berges formte sich 1906 aus von Lavaströmen, die bis 1924 andauerten.
Am Morgen des 6. Juni 2008 gab es einen Ausbruch mit Asche bis zu zwei Kilometern Höhe.
Am 3. Juli 2011 fand ein weiterer Ausbruch statt, bei dem Asche, Rauch und Gas ausgestoßen wurde. Eine Sicherheitszone von 6 Meilen wurde eingerichtet.
Am 14. August 2011 brach er erneut mehrfach aus. Neben einer kilometerhohen Rauchsäule trat auch Lava aus.
Der Vulkan war im Jahr 2015 mehrfach aktiv, ohne jedoch jemanden zu verletzen.
Anfang Januar 2016 wurde die zweithöchste Warnstufe verhängt, als sich eine 300 Meter hohe Rauchwolke gebildet hatte.
Am 3. Oktober 2018, wenige Tage nach dem Sulawesi-Erdbeben 2018, schleuderte der Vulkan Asche über sechs Kilometer in die Höhe. Ein Zusammenhang zwischen den beiden Ereignissen gilt aber als sehr unwahrscheinlich.